# Хайнрих I (Хесен)
Вижте пояснителната страница за други личности с името Хайнрих I.
Хайнрих I фон Хесен (на немски: Heinrich I von Hessen, * 24 юни 1244, † 21 декември 1308 в Марбург) от фамилията Регинариди е първият ландграф на Ландграфство Хесен от 1247 до 1308 г. и основател на княжеската династия Дом Хесен.
Хайнрих, наричан също Детето от Брабант (das Kind von Brabant), е син на херцог Хайнрих II от Брабант († 1 февруари 1248) и на втората му съпруга София от Тюрингия (* 20 март 1224, † 29 май 1275), дъщеря на ландграф Св. Лудвиг IV от Тюрингия и на Св. Елисавета Унгарска.
По-големият му брат Хайнрих III (* 1231; † 1261) става херцог на Брабант.
След смъртта на последния лудовингски ландграф на Тюрингия, Хайнрих Распе, избухва тюрингско-хеската наследствена война (1247 до 1264). Майка му София се бори, като племенница и следващата, най-близкостояща наследница на Хайнрих Распе, за цялото наследство в Тюрингия-Хесен против Хайнрих III от Майсен от род Ветини. През 1247 г. София провъзглася Хайнрих за ландграф в Марбург. Чрез Лангсдорфския договор от 1263 г. София осигурява собственостите на Лудовингите в Хесен, които Хайнрих започва независимомо да управлява. Той купува и други имоти, прави за своя резиденция първо Марбург, и от 1277 г. Касел и започва да се нарича „Ландграф фон Хесен“.
Хайнрих помага на крал Рудолф I Хабсбургски през войната му против Отокар II Пршемисъл от Бохемия и през 1276 г. му помага да завладее Виена. Той никога не се отказва от претенциите за наследството в херцогство Брабант, както се вижда от неговата пълна титла „Хайнрих, роден херцог на Брабант и Лотарингия, ландграф цу Хесен“.
От 1292 г. започват наследствени конфликти с неговите синове от първия брак. Хайнрих умира през 1308 г. на път за Марбург и е погребан там в църквата Св. Елизабет. Наследстово му е разделено през 1308 г.

## Фамилия
Хайнрих I се жени на 10 септември 1263 г. за Аделхайд Брауншвайгска († 12 юни 1274), дъщеря на Ото I херцог на Брауншвайг-Люнебург от род Велфи и на Матилда фон Бранденбург, дъщеря на Албрехт II, маркграф на Бранденбург от фамилията Аскани. С нея той има 6 деца:
- София (1264 – 1331), омъжена за граф Ото I фон Валдек
- Хайнрих Млади (1265 – 1298), женен 1290 г. за Агнес Баварска, херцогиня от Бавария
- Мехтхилд (1267 – 1332), омъжена 1. за граф Готфрид VI фон Цигенхайн, 2. 1309 г. граф Филип III фон Фалкенщейн
- Аделхайд (1268 – 1315), омъжена за граф Бертхолд VII фон Хенеберг
- Елизабет Стара (1269 – 1293), омъжена за граф Йохан I фон Сайн
- Ото I (* 1272, † 17 януари 1328), ландграф на Горен Хесен от 1208 г. и на Долен Хесен от 1311 г., женен 1297 г. за Аделхайд от Равенсберг

Той се жени след смъртта на Аделхайд през 1275 г. за Мехтилд от Клеве († 21 декември 1309), дъщеря на Дитрих V/VII херцог на Клеве. С нея той има 7 деца:
- Елизабет Средна (1276 – 1306), омъжена 1. за херцог Вилхелм I фон Брауншвайг-Волфенбютел († 1292); 2. граф Герхард V фон Епщайн († сл. 1294)
- Агнес (1277 – 1335), омъжена 1297 г.за бургграф Йохан I фон Нюрнберг
- Йохан († 1311), ландграф на Долен Хесен, женен 1306 г. за Аделхайд фон Брауншвайг-Люнебург-Гьотинген († 1311)
- Лудвиг (1282 – 1357), 1310 епископ на Мюнстер
- Елизабет Млада (1284 – 1308), омъжена на 17 март 1299 г. за граф Алберт II фон Гьорц-Линц (1261 – 1325)
- Катарина (1286 – 1322), омъжена 1308 г. за граф Ото IV фон Ваймар-Орламюнде
- Юта (1289 – 1317), омъжена 1311 г. за херцог Ото фон Брауншвайг-Гьотинген